# Matthias Minder
Matthias Minder (geboren am 3. Februar 1993 in Winterthur) ist ein Schweizer Fussballgoalie.

## Karriere
Minder stand in der Saison 2012/13 erstmals als dritter Torhüter im Kader der 1. Mannschaft des FC Winterthur und stand am 13. Mai 2015 gegen die AC Bellinzona erstmals in einem Pflichtspiel für die Winterthur zwischen den Pfosten. Hauptsächlich war er zu diesem Zeitpunkt jedoch als Goalie der 2. Mannschaft im Einsatz, wo er in der Saison 2012/13 zu 20 Einsätzen und in der Saison 2013/14 zu 22 Einsätzen kam. Als im Sommer 2015 Leite sowie Studer Winterthur verliessen, wurde Minder in der Saison 2014/15 zum 1. Torhüter und konnte 32 Einsätze für die Eulachstädter absolvieren. Diese Position musste er jedoch in der nächsten Saison wieder abgeben, als Trainer Jürgen Seeberger den von den Young Boys geliehenem David von Ballmoos als erster Torhüter den Vorzug gab. Als von Ballmoos den FCW nach zwei Jahren wieder verliess, wurde Minder wieder Stammtorhüter in Winterthur. 
Nach mehreren Jahren in Winterthur wechselte Minder im Sommer 2018 auf die andere Seite des Röstigrabens als Ersatzgoalie zum Aufsteiger Neuchâtel Xamax. Ende September 2020 wechselte er kurz vor Ende der wegen der COVID-19-Pandemie verlängerten Transferperiode zum Grasshopper Club Zürich und unterschrieb dort einen Vertrag bis zum Ende der Saison 2020/21. In der gesamten Saison wurde er weder in der Liga noch im Pokal eingesetzt. Seit Sommer 2021 ist er vereinslos.